# Piotr Pertek

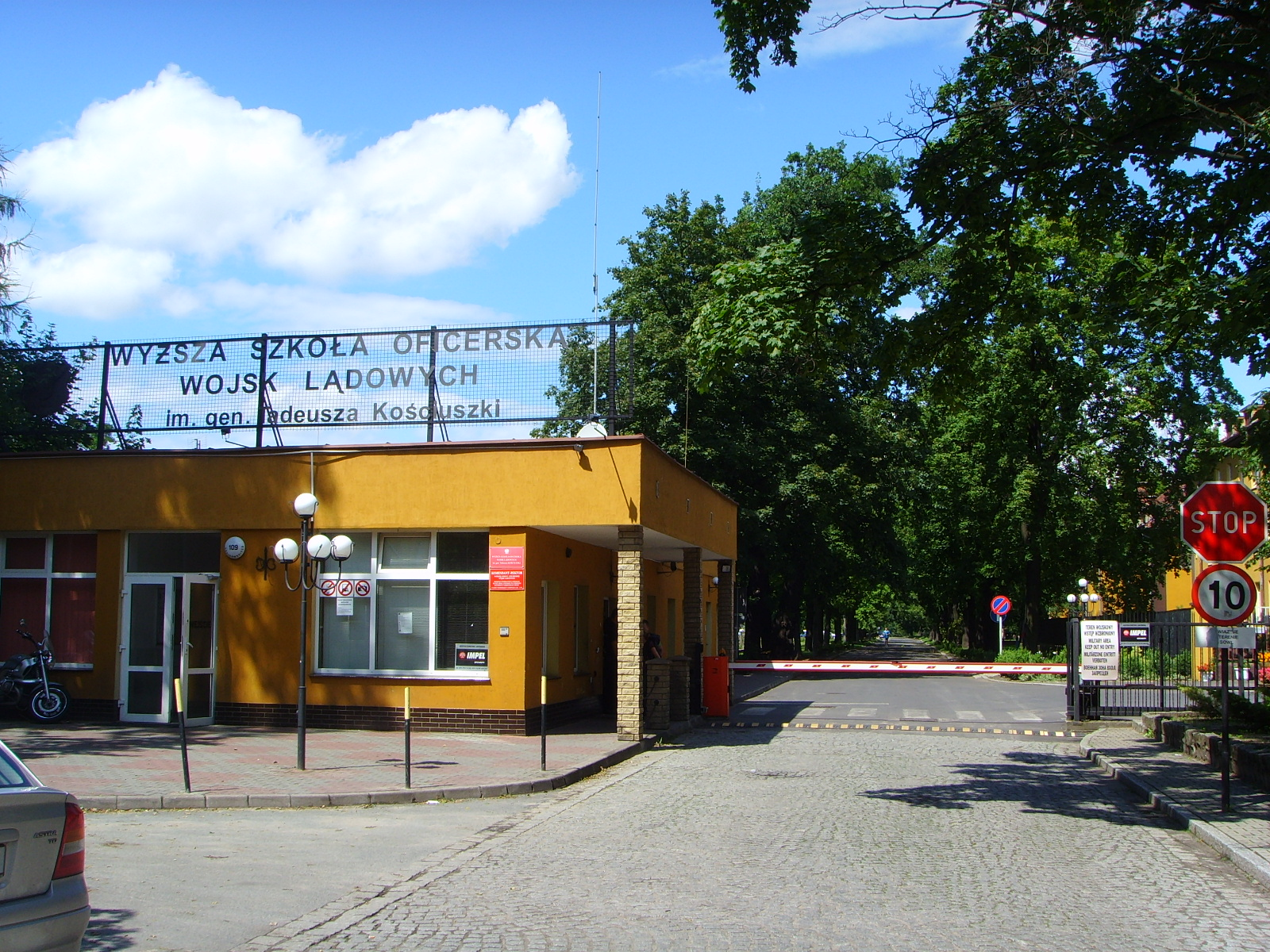
Od 2015 do 2016 był rektorem WSOWL

 Piotr Paweł Pertek  (ur. 8 stycznia 1960 zm. 2 lutego 2019 we Wrocławiu) – pułkownik Wojska Polskiego; doktor nauk humanistycznych; rektor-komendant Wyższej Szkoły Oficerskiej Wojsk Lądowych (2015–2016).

## Życiorys
Piotr Pertek we wrześniu 1979 podjął studia wojskowe jako podchorąży w Wyższej Szkole Oficerskiej Wojsk Zmechanizowanych we Wrocławiu, które ukończył w 1983 uzyskując dyplom inżyniera. Został promowany na pierwszy stopień oficerski – podporucznika. Służbę zawodową rozpoczął w 1983 pełniąc ją w jednostkach Śląskiego Okręgu Wojskowego, a następnie objął funkcję szefa sekretariatu dowódcy Śląskiego Okręgu Wojskowego. Był absolwentem Instytutu Nauk Politycznych Uniwersytetu Wrocławskiego (1984), Wydziału Nauk Humanistycznych Akademii Obrony Narodowej (doktorat – 1991). W 2001 został służbowo skierowany do Warszawy, gdzie pełnił służbę w instytucjach centralnych MON na stanowiskach: zastępcy dyrektora sekretariatu Ministra Obrony Narodowej oraz dyrektora Centrum Informacyjnego MON. Następnie był skierowany do Sztabu Generalnego Wojska Polskiego, gdzie objął funkcję doradcy Zarządu Szkolenia P-7.
Od 1 sierpnia 2009 był we Wrocławiu na stanowisku zastępcy rektora – szefa pionu Wyższej Szkoły Oficerskiej Wojsk Lądowych, które sprawował do 1 października 2013. Następnie objął w tej uczelni stanowisko zastępcy rektora-komendanta WSOWL (prorektor ds. wojskowych WSOWL). Od 13 grudnia 2015 sprawował obowiązki rektora-komendanta WSOWL, które 25 stycznia 2016 w obecności podsekretarza stanu w MON Wojciecha Fałkowskiego oraz inspektora Wojsk Lądowych gen. dyw. Janusza Bronowicza przekazał dla płk. Dariusza Skorupki. Był do 28 lutego 2016 na stanowisku prorektora ds. wojskowych WSOWL, a następnie został skierowany służbowo do pełnienia służby w innej jednostce wojskowej. 
Na emeryturze był wykładowcą na Uniwersytecie SWPS. Wiceprezes Zarządu Stowarzyszenia „Bezpieczeństwo.pl”. Był członkiem Rady Stowarzyszenia Wojskowego Klubu Sportowego „Śląsk”. Przewodniczący Rady Społecznej 4 Wojskowego Szpitala Klinicznego. W 2018 brał udział w wyborach samorządowych, nie uzyskał mandatu radnego wojewódzkiego do Sejmiku Województwa Dolnośląskiego. Piotr Pertek zmarł 6 lutego 2019 we Wrocławiu w wieku 59 lat, uroczystości pogrzebowe odbyły się 8 lutego 2019 na Cmentarzu Osobowickim we Wrocławiu.

## Awanse
- podporucznik – 1983[2]

(...)
- pułkownik – ?

## Ordery i odznaczenia
- Wojskowy Krzyż Zasługi – 2010[1]
- Odznaka Honorowa Zasłużony dla Województwa Dolnośląskiego – 2013[15]
- Odznaka Skoczka Spadochronowego Wojsk Powietrznodesantowych – 1982
- Wojskowa Odznaka Sprawności Fizycznej I stopnia – 1983
- Odznaka pamiątkowa Wyższej Szkoły Oficerskiej Wojsk Lądowych – 2015, ex officio

i inne